# Naatlo sylvicola
Naatlo sylvicola är en spindelart som först beskrevs av Richard Hingston 1932.  Naatlo sylvicola ingår i släktet Naatlo och familjen strålspindlar.
Artens utbredningsområde är Guyana. Inga underarter finns listade i Catalogue of Life.